# Gabriel Muller
Pour les articles homonymes, voir Muller.
Gabriel Muller ou de nom turc Mehmet Şampiyonbisiklet, né le 4 décembre 1985 à Bondy, est un coureur cycliste français.

## Biographie
Né le 4 décembre 1985 à Bondy (Seine-Saint-Denis), Gabriel Muller a étudié à l'université Paris-Est-Marne-la-Vallée puis à l'École supérieure de commerce de Lille, après avoir effectué toute sa scolarité dans sa commune natale. Se décrivant lui-même comme un grand voyageur, il vit à Mexico en 2018.
Il commence seulement le cyclisme en 2016, vers l'âge de 30 ans, lors de cyclosportives en France. En 2019, il découvre le niveau continental en signant chez Differdange-GeBa, alors qu'il n'a encore jamais participé à de courses inscrites au calendrier de l'UCI. Il est notamment présent au championnat de France professionnel.
En 2020, il rejoint la nouvelle formation Cambodia Cycling Academy. Douzième du Tour de Serbie, il passe ensuite professionnel à partir de 2021 en signant au sein de l'équipe Burgos BH, à 35 ans.
En 2023, il obtient la nationalité turque et prend le nom de Mehmet Şampiyonbisiklet, ce qui signifie « champion de vélo » en français.